# Charles de Verninac
Pour les autres membres de la famille, voir Famille de Verninac.
Charles Étienne Raymond Victor de Verninac, né le 29 novembre 1803 à Paris et mort le 22 mai 1834 dans le port de New York, est un diplomate français, neveu du peintre Eugène Delacroix (1798-1863).
Il est connu grâce à un portrait que Delacroix a peint de lui dans sa jeunesse, vers 1826. Après avoir servi comme vice-consul au Chili, puis en Bolivie, il meurt des suites de la fièvre jaune, à l'âge de trente ans.

## Biographie

### Premières années
Charles Étienne Raymond Victor de Verninac est né rue de Grenelle, no 97, à Paris, en 1803, fils unique du diplomate Raymond de Verninac-Saint-Maur et d'Henriette de Verninac, sœur d'Eugène Delacroix,. Le couple veille sur Delacroix en 1814 après la mort de sa mère. Il s'est attaché à son neveu, Charles, de seulement cinq ans son cadet. Quand Charles vient à Paris pour fréquenter le lycée Louis-le-Grand, Delacroix agit comme son tuteur informel.

### Carrière
En 1821, Charles de Verninac obtient son diplôme et retourne vivre avec ses parents à la campagne. Après la mort de son père en 1822, il revient à Paris et commence des études de droit. Diplômé en 1824, il travaille à Paris jusqu'en 1829. Vers 1826 Delacroix peint son portrait, une œuvre à la fois sensible et sentimentale. En 1829, il entre dans le corps diplomatique.
Charles de Verninac est affecté à Malte le 11 novembre 1829 comme élève vice-consul. En 1831, il est nommé au Chili en qualité de vice-consul. Il quitte Toulon et atteint Valparaíso cinq mois plus tard, le 11 mai 1832, après un passage difficile autour du cap Horn. À Santiago du Chili, Verninac est chargé des affaires consulaires au consulat général, avant sa nomination, comme vice-consul également, en Bolivie le 20 juin 1833. Il quitte Valparaiso en janvier 1834 pour retourner en France par l'isthme de Panama. Il contracte la fièvre jaune à Vera Cruz. Il meurt de cette maladie, alors qu'il est en quarantaine, le 22 mai 1834 dans le port de New York, à l'âge de 30 ans,.